# Pine Crest
Pine Crest es un lugar designado por el censo ubicado en el condado de Carter en el estado estadounidense de Tennessee. En el Censo de 2010 tenía una población de 2.388 habitantes y una densidad poblacional de 499,46 personas por km².

## Geografía
Pine Crest se encuentra ubicado en las coordenadas 36°17′37″N 82°18′32″O / 36.29361, -82.30889. Según la Oficina del Censo de los Estados Unidos, Pine Crest tiene una superficie total de 4.78 km², de la cual 4.78 km² corresponden a tierra firme y (0%) 0 km² es agua.

## Demografía
Según el censo de 2010, había 2.388 personas residiendo en Pine Crest. La densidad de población era de 499,46 hab./km². De los 2.388 habitantes, Pine Crest estaba compuesto por el 95.14% blancos, el 1.59% eran afroamericanos, el 0.21% eran amerindios, el 0.34% eran asiáticos, el 0% eran isleños del Pacífico, el 0.8% eran de otras razas y el 1.93% pertenecían a dos o más razas. Del total de la población el 1.63% eran hispanos o latinos de cualquier raza.